# 緑川林造
緑川 林造（みどりかわ りんぞう 　1909年(明治42年)10月12日～1993年(平成5年)1月7日）は、日本の工学者。北海道工業大学（現・北海道科学大学）元学長。工学博士。秋田県出身。

## 略歴
- 旧制弘前高等学校を経て、1933年（昭和8年）に東京帝国大学工学部応用化学科卒業
- 卒業後、1953年（昭和28年）まで中国において旧満州鉄道中央試験所、山東省人民政府坽瓏礦業公司、中央政府重工業部山東鋁廠の化学研究員を歴任。

- 1954年（昭和29年） - 北海道立工業試験場化学工業部長
- 1957年（昭和32年） - 北海道立工業試験場長（1964年（昭和39年）まで）
- 1964年（昭和39年） - 北海道大学工学部金属工学電気冶金学講座の教授
- 1973年（昭和48年）4月 - 北海道工業大学機械工学科教授
- 1976年（昭和51年）4月 - 北海道工業大学機械工学科主任教授
- 1981年（昭和56年）4月 - 北海道工業大学第4代学長

## 受賞歴
- 電気化学協会賞棚橋論文賞（1959年）
- 勲三等旭日中綬章（1984年）